# Angola Avante
Angola Avante! ("Angola tiến lên!") là quốc ca của Angola. Nó được viết bởi Manuel Rui Alves Monteiro và nhạc kịch của Rui Alberto Vieira Dias Mingas.
Nó được thông qua vào năm 1975, sau khi Angola độc lập khỏi Bồ Đào Nha.

## Lời bài hát

### Lời gốc
Ó Pátria, nunca mais esqueceremos
Os heróis do quatro de Fevereiro.
Ó Pátria, nós saudamos os teus filhos
Tombados pela nossa Independência.
Honramos o passado e a nossa História,
Construindo no Trabalho o Homem novo,
(lặp lại hai dòng trước)
Điệp khúc
Angola, avante!
Revolução, pelo Poder Popular!
Pátria Unida, Liberdade,
Um só povo, uma só Nação!
(lập lại điệp khúc)
Levantemos nossas vozes libertadas
Para glória dos povos africanos.
Marchemos, combatentes angolanos,
Solidários com os povos oprimidos.
Orgulhosos lutaremos Pela Paz
Com as forças progressistas do mundo.
(lặp lại hai dòng trước)
Điệp khúc

### Lời tiếng Việt
Ôi quê hương, chúng ta sẽ luôn nhớ
Anh hùng Bốn tháng hai.
Ôi quê hương, chúng tôi tôn trọng con trai và con gái của bạn
Ai chết vì độc lập.
Chúng tôi tôn trọng lịch sử trong quá khứ của chúng tôi
Từ những nỗ lực của chúng tôi, chúng tôi đã xây dựng những người mới.
(lặp lại hai dòng cuối)
Điệp khúc
Tiến lên, Angola!
Sức mạnh nhân dân cách mạng!
Đoàn kết, tự do,
Một quốc gia, một quốc gia!
(Điệp khúc lập lại)
Chúng ta hãy lên tiếng tự do
Để vinh quang của người dân Châu Phi.
Chúng tôi sẽ diễu hành, Angola máy bay chiến đấu,
Trong tình đoàn kết với những người bị áp bức.
Chúng tôi tự hào chiến đấu vì hòa bình
Với sức mạnh của sự tiến bộ thế giới.
(Điệp khúc lặp lại)
ĐIỆP KHÚC